# سيلفستر بيري ريان
سيلفستر بيري ريان هو سياسي كندي، ولد في 12 يناير 1918 في تورونتو في كندا، وتوفي في 23 أكتوبر 2001. حزبياً، نشط في الحزب الليبرالي الكندي والحزب الكندي التقدمي المحافظ. وقد انتخب عضو مجلس العموم الكندي.